# 民營企業
民營企業，簡稱民企，是中华人民共和国公司或企業類別的名稱，是指所有的非公有制企業。除「國有獨資」、「國有控股」外，其他類型的企業只要沒有國有資本，均屬民營企業。
在中国大陆，中国政府宣传中多將此類企業稱為「民營企業」，但該詞並非中国共产党首創。「民營企業」一詞在民國時期和現代的台灣、日本（日语：民営企業）均普遍使用，但在香港、澳門较为罕用。

## 地位
然而，中華人民共和國法律沒有「民營企業」的概念，現今的「民營企業」是在中國經濟體制改革過程中產生的。現今中華人民共和國的「民營企業」並無明確定義或口徑，有認為和私營企業（私企）同義的，也有認為二者側重不同層面或範圍不同。實際使用中，官方宣傳中多稱為「民營企業」，而法律規定中仍然稱為「私人企業」。
截至2019年3月，民营经济贡献了中国经济50%以上的税收、60%以上的GDP、80%以上的城镇劳动就业、民营经济的企业数量占90%以上。

## 历史沿革
中共十一届三中全会为非公有制经济发展打开了大门。1980年，温州的章华妹领到了第一张个体工商户营业执照。到1987年，全国城镇个体工商等各行业从业人员已经达569万人，一大批民营企业蓬勃兴起。1992年邓小平南方谈话发表后，兴起了新一轮民营经济热潮，许多知名大型民营企业都是这个时期起步的。
1997年中共十五大把“公有制为主体、多种所有制经济共同发展”确立为中国的基本经济制度，提出“非公有制经济是我国社会主义市场经济的重要组成部分”。2002年中共十六大提出“两个毫不动摇”。2012年中共十八大提出“毫不动摇鼓励、支持、引导非公有制经济发展，保证各种所有制经济依法平等使用生产要素、公平参与市场竞争、同等受到法律保护”。2017年中共十九大把“两个毫不动摇”写入新时代坚持和发展中国特色社会主义的基本方略。
2023年7月19日，中共中央和中國國務院公布「中共中央國務院關於促進民營經濟發展壯大的意見」和一系列指導意見，強調中國的私營經濟要「做大、做優、做強」， 努力營造市場化的一流營商環境。